# Мадисон (Алабама)
Ма́дисон (англ. Madison) — американский город в округе Мадисон, Алабама. Ведет свою историю с первых поселений основанных около 1818 года. По данным переписи 2010 года население составляло 42 938 человек. Код FIPS 01-45784, GNIS ID 0122191, ZIP-код 35756-35758.

## Население
По данным переписи 2000 года население составляло 29 329 человек, в городе проживало 8 067 семей, находилось 11 143 домашних хозяйств и 12 121 строение с плотностью застройки 202,1 строения на км². Плотность населения 488,9 человека на км². Расовый состав населения: белые - 80,15%, афроамериканцы - 13,0%, коренные американцы (индейцы) - 0,63%, азиаты - 3,51%, гавайцы - 0,06%, представители других рас - 0,67%, представители двух или более рас - 1,98%. Испаноязычные составляли 2,30% населения. 
В 2000 году средний доход на домашнее хозяйство составлял $63 849 USD, средний доход на семью $74 532 USD. Мужчины имели средний доход $57 216 USD, женщины $32 316 USD. Средний доход на душу населения составлял $27 821 USD. Около 4,4% семей и 5,8% населения находятся за чертой бедности, включая 7,5% молодежи (до 18 лет) и 8,2% престарелых (старше 65 лет).